# Fatburger
A Fatburger North America Inc. (conhecida como Fatburger) é uma rede americana de restaurantes fast casual de propriedade da FAT Brands. Seu slogan é The Last Great Hamburger Stand. Embora seja um restaurante de fast-food, a comida é cozida e feita sob encomenda. Alguns restaurantes Fatburger têm licenças para venda de bebidas alcoólicas, bem como "fat bars". A sede da franquia fica em Beverly Hills, Califórnia. Além dos Estados Unidos, a rede opera em outros 19 países. O cardápio do Fatburger é centrado principalmente em hambúrgueres, oferecendo vários tamanhos e números de hambúrgueres, juntamente com complementos como queijo, bacon e ovos.

## História
Yancey trabalhou duro e a empresa se tornou um grande sucesso, mas as tentativas de aumentar a rede desde 1980 não produziram os resultados desejados. Em 1985, Yancey começou a franquear locais do Fatburger. Ele vendeu a maior parte da rede Fatburger em 1990, mantendo apenas o restaurante original no sul de Los Angeles. No final de 1997, havia 29 restaurantes Fatburger. Em 2005, foram abertos restaurantes Fatburger na China e em Dubai.
Principais números anuais:
- 1952: A primeira hamburgueria Mr. Fatburger é estabelecida.
- 1973: É inaugurada a unidade de Beverly Hills.
- 1980: Início da franquia.
- 1990: O Fatburger é vendido.
- 2001: A Johnson Deveploment Corporation, de Magic Johnson, adquire o controle da empresa da GE Capital Franchise Finance Corporation. Keith Warlick também era um dos principais acionistas e foi nomeado CEO da Fatburger.
- 2003: Magic Johnson e seus parceiros corporativos vendem a maior parte de sua participação para um grupo liderado por Warlick, o CEO da cadeia.[6]

## Pedidos
Normalmente, o cliente paga ao fazer o pedido e recebe um número com o qual pode pegar a comida; em alguns restaurantes, a comida é levada à mesa.